# Trnavski okraj
Trnavski okraj (slovaško Trnavský kraj; madžarsko Nagyszombati kerület; nemško Tyrnauer Landschaftsverband) je upravna enota (okraj) najvišje ravni upravne delitve Slovaške. Leži na zahodu države in z vzhoda obdaja Bratislavski okraj po vsej širini države. Na severozahodu oz. severu meji na Avstrijo in Češko, na jugu na Madžarsko, od ostalih slovaških okrajev pa na Trenčinski okraj na severovzhodu ter Nitranski okraj na vzhodu. Skupaj z Nitranskim in Trenčinskim okrajem tvori kohezijsko regijo Zahodna Slovaška.
S površino 4146,3 km² je eden manjših okrajev, po popisu leta 2021 je imel 566.008 prebivalcev. Glavno mesto je Trnava, kjer živi četrtina urbanega prebivalstva regije.
Večino okraja predstavlja Podonavska nižina (Podunajská nížina) na jugu z Donavo, ki je tam mejna reka z Madžarsko. Na skrajnem severu se razprostira Zagorska nižina (Záhorská nížina), med njima pa Mali Karpati. V nižinskih predelih je razvito kmetijstvo, obdelovalne površine predstavljajo več kot dve tretjini površja, s čimer je Trnavski okraj najrodovitnejši predel Slovaške. Industrija je bolj skoncentrirana na severu in v osrednjem delu okraja, najpomembnejša panoga je predelava hrane. Leta 2019 je bruto domači proizvod presegal državno povprečje. Skozi okraj potekajo tudi pomembne cestne in železniške povezave z Žilino in Nitro na vzhodu.

### Demografija
| Leto          | 1994    | 2004    | 2014    | 2024    |
| ------------- | ------- | ------- | ------- | ------- |
| Število ljudi | 547.173 | 553.198 | 558.677 | 565.900 |
| Razlika       |         | +1,10 % | +0,99 % | +1,29 % |

| Leto          | 2023    | 2024    |
| ------------- | ------- | ------- |
| Število ljudi | 566.114 | 565.900 |
| Razlika       |         | −0,03 % |

## Okrožja
Trnavski okraj se deli na sedem okrožij (okres).
- Dunajská Streda
- Galanta
- Hlohovec
- Piešťany
- Senica
- Skalica
- Trnava

Okraji se nadalje delijo na 251 občin, od tega 17 mestnih.